# Запись «Машины времени» для программы «Музыкальный киоск»
| Оценки критиков | Оценки критиков |
| Источник        | Оценка          |
| --------------- | --------------- |
| NEWSmusic.ru    | (без оценки).   |

За́пись для програ́ммы «Музыка́льный кио́ск» — альбомная запись советской и российской рок-группы «Машина времени», подготовленная в студии Центрального телевидения Гостелерадио СССР в 1975 году. Включала первую студийную версию хита «Марионетки». Выдержана в стилях рок-н-ролл, прогрессив-рок, блюз. Предназначалась для будущего эфира телепередачи «Музыкальный киоск», однако съёмки передачи не состоялись. Распространялась подпольно во второй половине 1970-х годов, принесла группе широкую известность и популярность. Отдельные песни издавались на альбомах «Неизданное» (1996) и «Неизданное. Том 2» (2004). Катушки магнитной ленты с записью программы были выпущены ограниченным тиражом в 2021 году под названием «Первая студийная запись группы».

## История

### Изменения в составе
Первый альбом группы — «Time Machines» — был записан в 1969 году и включал 11 англоязычных композиций. В период с 1971 по 1974 гг. несистемно, то есть не в рамках отдельной программы или альбома, было записано ещё более десятка композиций уже на русском языке. Представить эти записи широкой аудитории музыканты не имели возможности, соответственно коллектив оставался известным только в ограниченной среде знатоков и любителей московской андеграундной сцены первой половины 1970-х годов.
Период с 1969 по 1975 гг. в целом характеризовался наиболее интенсивной ротацией состава группы. Однако к лету 1975 года, после ухода Александра Кутикова и Алексея Романова, в «Машине времени» оставались только Андрей Макаревич и Сергей Кавагоэ, — оба стоявшие у истоков коллектива. Так, по оценке самого А. Макаревича, в середине 1975 года закончился первый, наиболее ранний, этап истории «Машины времени». К этому моменту в репертуаре группы было уже около двадцати композиций, исполнять которые Макаревич, по его собственному признанию, мог только на обычной гитаре. Группе требовался как минимум ещё один музыкант — на бас-гитару.
После импровизированного прослушивания Евгения Маргулиса, состоявшегося в квартире Макаревича, первый в итоге был принят в состав группы. С Макаревичем и Кавагоэ Маргулис на тот момент был уже знаком, однако играть на бас-гитаре не умел. После месяца обучения Маргулису, со слов Макаревича, «нечего было показывать и объяснять», а к моменту начала записи программы для телепередачи «Музыкальный киоск» техникой игры на бас-гитаре Маргулис уже владел.

### Запись и распространение
Инициатором записи программы, состоявшей из нескольких песен «Машины времени», в студии Центрального телевидения Гостелерадио СССР выступила ведущая «Музыкального киоска» Элеонора Беляева, о чём она сообщила Макаревичу в телефонном звонке. Как утверждал Макаревич, о существовании группы Беляева узнала от своей дочери, и «видимо, не предполагала, с какими трудностями ей придется столкнуться в связи» с приглашением музыкантов. Сама Беляева позже отмечала, что несмотря на большую популярность «Машины времени» в молодёжной среде, добиться разрешения на производство программы для телевизионного эфира с участием любительского ансамбля, в итоге не получилось. Телеведущая предложила группе записать в профессиональной студии звуковые фонограммы песен, которые можно было бы представить для ротации в теле- и радиоэфире, когда представится такая возможность.
Работа в студии производилась при поддержке клавишника Игоря Саульского — на тот момент участника джаз-рок ансамбля «Арсенал» — и вместе со сведением заняла один день. Для записи использовался восьмиканальный магнитофон, что, со слов Маргулиса, «страшно обламывало», «получался какой-то выхолощенный звук, которого мы страшно стеснялись». Тем не менее, именно эта запись стала первой стереофонической записью «Машины времени». По мнению Николая Фандеева, "данное разложение по /каналам вызывает улыбку — оно аналогично первым альбомам «Битлз» и «Роллинг стоунз».
По свидетельству журналиста Александра Кушнира, сама сессия звукозаписи «проходила под надёжной броней грузинского телеканала, заказавшего небольшое рок-шоу для республиканской новогодней программы 77-го года. За запись и прилагающееся к ней выступление музыкантам был обещан гонорар в 50 рублей — несложно догадаться, что ни денег, ни телетрансляции „Машина времени“ так и не дождалась».
Тем не менее, запись принесла коллективу широкую известность и популярность: как писал Макаревич, она стала первой «нормальной записью» группы, и «разлетелась по изголодавшейся стране со скоростью звука. Мы узнали об этом чуть позже». По признанию музыканта, участники группы были потрясены тем фактом, что, когда в апреле 1976 года «Машина времени» приехала в Таллин и выступила на фестивале «Таллинские песни молодёжи — 76», публика уже знала тексты песен, записанных в студии Центрального телевидения Гостелерадио СССР, наизусть. В результате того, что запись попала в самиздат, во второй половине 1970-х годов она, как утверждал Н. Фандеев, «имелась на катушке на 19-й скорости в доме каждого меломана». Распространяемый подпольно магнитоальбом получил неофициальное наименование «Летучий Голландец» по названию последней песни в трек-листе. В 2005 году программа была выпущена на «пиратском» CD-сборнике «Запись на ТВ — 1975 год» вместе с дополнительными студийными и концертными треками, записанными в другие периоды. Выход сборника был благожелательно встречен поклонниками группы.
С момента производства записи и до 2021 года официального релиза программы не было — издавались только отдельные композиции. Так, в 1996 году песни «Летучий Голландец», «Чёрно-белый цвет» и «Круг чистой воды» были включены в сборный альбом «Неизданное», а в 2004 году песня «Марионетки» — в альбом «Неизданное. Том 2». В 2021 году катушки магнитной ленты с записью программы были выпущены ограниченным тиражом в 250 экземпляров. Релиз был назван «Первая студийная запись группы» и включал шесть песен, за исключением «Флага над замком».

## Список композиций
Автор всех песен, кроме отмеченной — А. Макаревич.
1. Ты или я 04:28
2. Марионетки 03:55
3. Круг чистой воды 04:57
4. Флаг над замком 03:23
5. Из конца в конец 03:08
6. Чёрно-белый цвет 03:17
7. Летучий Голландец (А. Макаревич — Б. Баркас) 06:55

## Описание композиций

#### Круг чистой воды
Другое название песни — «В круге чистой воды». Имеет сходство с заглавием британского художественного фильма «Круг чистой воды» (Ring of Bright Water, 1969). По утверждению Андрея Макаревича, написана под влиянием музыки американского певца Стиви Уандера и посвящена российскому художнику Петру Валюсу, ушедшему из жизни к моменту сочинения песни. Предназначалась для Евгения Маргулиса, стала первой композицией, исполненной им после прихода в группу. Вместе с «Ты или я» — одни из первых блюзовых песен в репертуаре группы. По оценке Макаревича, «у Маргулиса оказался классный блюзовый голос». Несмотря на то, что поначалу он «наотрез отказывался им пользоваться, мотивируя это тем, что сперва следует с бас-гитарой разобраться» (см. раздел «История. Изменения в составе»), в итоге вокальную партию в песне «Круг чистой воды» записал именно Маргулис. До прихода последнего в группу композиция на концертах не исполнялась.
На примере песни «Круг чистой воды» исследователь С. Толоконникова охарактеризовала мир лирического героя песен Макаревича 1970-х годов следующим образом: «… Лирический герой — обитатель сразу двух сфер бытия: чёрно-белой и цветной. Чёрно-белый мир настоящего полон пошлости, безысходности и фальши [Описывается в другой песне — „Чёрно-белый цвет“]; цветной мир — мир мечты лирического героя. Эти миры пересекаются, <…> их взаимоотношения по большей части складываются не в пользу цветного <…>: Я // Раскрасил свой дом // В самый праздничный // цвет, // Написал // На небе своем // Бесконечный рассвет. // <…> Но // Случилась беда // В ярком мире моем, // И все краски, // Что выдумал я, // Были смыты дождем. Таким образом, романтический мир мечты героя Макаревича может быть создан им самим: а герой — сам себе художник-демиург».

#### Флаг над замком
По мнению критика Артемия Троицкого, песня решена «в ключе аллегорической притчи». Задачу автора, использовавшего аллегорию как художественный приём, Троицкий охарактеризовал следующим образом: «Основной пафос стихов Макаревича, и он очень симпатичен, — это желание заставить слушателя честно взглянуть на себя, своих друзей, весь мир и более активно вмешаться в борьбу добра и зла, благородства и косности, правды и лжи. „Как легко решить, что ты слаб, чтобы мир изменить. Опустить над крепостью флаг, и ворота открыть“. Как легко петь ничего не значащие песенки, и как непросто находить такие слова, чтобы люди тебе верили».
По мнению Е. Бычкова, в тексте песни автору удалось «сохранить непосредственность юношеского восприятия и в то же время говорить о серьёзных вещах».
С точки зрения Юлии Шигаревой, главной темой раннего периода творчества Макаревича становится выбор жизненного пути, право на который «есть то, что определяет личность». «Важным становится, имея право выбора, состояться как личность и защитить свои идеалы». Песня «Флаг над замком» в данном аспекте, по мнению исследователя, «оказывается программной для этого периода».
Мелодия песни, с одной стороны, навеяна стилистикой музыки «The Beatles». С другой стороны, при сочинении «Флага над замком» Макаревич, с его слов, находился под влиянием акустических произведений Грега Лейка (в частности, «Still You Turn Me On») — участника известной в 1970-е годы супергруппы «Emerson, Lake & Palmer».
В 1976—77 гг. «Флаг над замком» входил и в репертуар ансамбля «Арсенал». В 1994 году группа «Чайф» представила свою версию песни на концерте, посвящённом 25-летию «Машины времени», на Красной площади. В 2009 году группа «Воскресение» записала кавер-версию песни для альбома-трибьюта «Машинопись».

#### Из конца в конец
Известен единственный студийный вариант песни — для «Музыкального киоска». С 1975 года она более не перезаписывалась и не переиздавалась. Исполнялась на концертах во второй половине 1970-х годов.

#### Чёрно-белый цвет
Одна из первых песен «Машины времени», стилистически близких к жанру хард-рок. А. Кушнир охарактеризовал её как «революционно-бунтарскую», одну «из наиболее радикальных композиций». По утверждению журналиста Михаила Марголиса, уже в 1975 году «Чёрно-белый цвет», вместе с «Марионетками», являлись всесоюзными хитами. Имеются свидетельства о том, что сам факт прослушивания этой композиции, наряду с «Марионетками», «Ты или я» и другими песнями из репертуара «Машины времени», в образовательных учреждениях в конце 1970-х годов наказывался вплоть до отчислений.
По оценке С. Толоконниковой, песня рисует «чёрно-белый мир реальности» лирического героя, который «оказывается гораздо более прочным, его краски не смываются дождем [В данном случае — аллюзия к тексту песни „Круг чистой воды“]. Этот мир — создание „самого среднего в мире человека“: Ты его затер до дыр, // И веселых красок в мире больше нет. // Ты сам // Сам закрыл свои глаза //И весь мир раскрасил в чёрно-белый цвет. Это область лжи, обмана, имитации (как в одноимённой песне 80-х годов) [Имеется в виду песня „Имитация“ из альбома „Медленная хорошая музыка“], мир стен и дорог, ведущих по кругу».
Наиболее известную кавер-версию на песню записала группы «Алиса» в 2009 году для трибьют-альбома «Машинопись».

#### Летучий Голландец
Одна из немногих песен в творчестве группы, написанная на стихи профессионального поэта — Бориса Баркаса. Сюжет песни представляет собой художественное осмысление легенды о парусном корабле-призраке, который не может пристать к берегу и обречён вечно скитаться по морям. В последних двух строфах место действия переносится в Москву: «Каждый день, отправляясь в плаванье // В океан московских улиц, // Я мечтаю о тихой гавани, // Где б мои корабли уснули».
Имеются свидетельства о том, что песня входила в концертные программы «Машины времени» во второй половине 1970-х годов.
Песню на это стихотворение Баркаса также исполняли рок-музыканты Александр Лерман и Андрей Сапунов. Фрагмент песни звучит в заставке видеоальбома «Unplugged».

## Участники записи
| «Машина времени»: - Андрей Макаревич — гитара, клавишные, вокал; - Евгений Маргулис — бас-гитара, вокал; - Сергей Кавагоэ — ударные. | Приглашённые музыканты: - Игорь Саульский — клавишные. Технический персонал: - Владимир Виноградов — звукорежиссёр. |  |

### Комментарии
1. ↑  Является сыном популярного советского композитора Юрия Саульского.
2. ↑  Имелась в виду одна из стандартных скоростей движения магнитной ленты в бытовых катушечных магнитофонах — 19,05 см/с.
3. ↑  Об адресате песни Макаревич сообщил перед её исполнением на концерте в 1975 (1976) году[12].
4. ↑  После выхода «Арсенала», имевшего преимущественно англоязычный репертуар, на профессиональную сцену и прикрепления музыкантов к Калининградской филармонии в программу ансамбля надлежало включить произведения на русском языке[19]. Руководителем коллектива Алексеем Козловым были прослушаны, в том числе, магнитофонные записи концерта «Машины времени», после чего он остановил свой выбор именно на «Флаге над замком» и аранжировал песню в совершенно несвойственной для автора манере. Однако вокалист «Арсенала» Мехрдад Бади, иранец по происхождению, после многочисленных репетиций всё равно исполнял песню «механически», ошибаясь и путая слова. Как свидетельствовал позже Макаревич, «когда я услышал, как он поет „Флаг над замком“ с хорошей аранжировкой, с дудками, я вдруг увидел, что он её „пропевает“, а не поет. <…> Что-то необходимое в ней отсутствует, в его исполнении, напрочь. Я не мог ему объяснить, в чём тут дело. Это надо было только почувствовать. Подсказками типа: вот здесь надо меньше тянуть, а вот тут ещё что-то надо, ничего толком не добьешься <…> Не вязалось немножко всё-таки состояние… Надо было больше войти в состояние…»[20]. Через год песня из репертуара «Арсенала» была исключена.
5. ↑  Известен, в первую очередь, как автор русскоязычного текста к песне «Арлекино», исполненной Аллой Пугачёвой.